# Шарапа, Владимир Ефимович
Владимир Ефимович Шарапа (12 августа 1913 — 21 апреля 1990) — штурман эскадрильи 44-го скоростного бомбардировочного авиационного полка 55-й скоростной бомбардировочной авиационной бригады 7-й армии Северо-Западного фронта, старший лейтенант. Герой Советского Союза.

## Биография
Родился 12 августа 1913 года в городе Винница в семье рабочего. Окончил десять классов.
В 1931 году призван в ряды Красной Армии. В 1934 году окончил Киевскую военно-пехотную школу. В 1935 году — лётную школу, в 1937 году — Высшие академические курсы усовершенствования командного состава при Военно-Воздушной академии имени Жуковского. Участвовал в советско-финляндской войне 1939-40 годов.
Штурман эскадрильи 44-го скоростного бомбардировочного авиационного полка старший лейтенант В. Е. Шарапа к февралю 1940 года совершил 46 боевых вылетов на бомбардировку укрепленных районов, скоплений войск противника, нанеся ему большой урон в живой силе и технике.
Указом Президиума Верховного Совета СССР от 21 марта 1940 года за образцовое выполнение боевых заданий командования и проявленные при этом отвагу и геройство старшему лейтенанту Шарапе Владимиру Ефимовичу присвоено звание Героя Советского Союза с вручением ордена Ленина и медали «Золотая Звезда».
Участник Великой Отечественной войны.
В 1956 году окончил Военную академию Генерального штаба. С 1971 года полковник Шарапа В. Е. — в запасе, а затем в отставке. Жил в посёлке Монино Московской области. Скончался 21 апреля 1990 года. Похоронен в Монино.

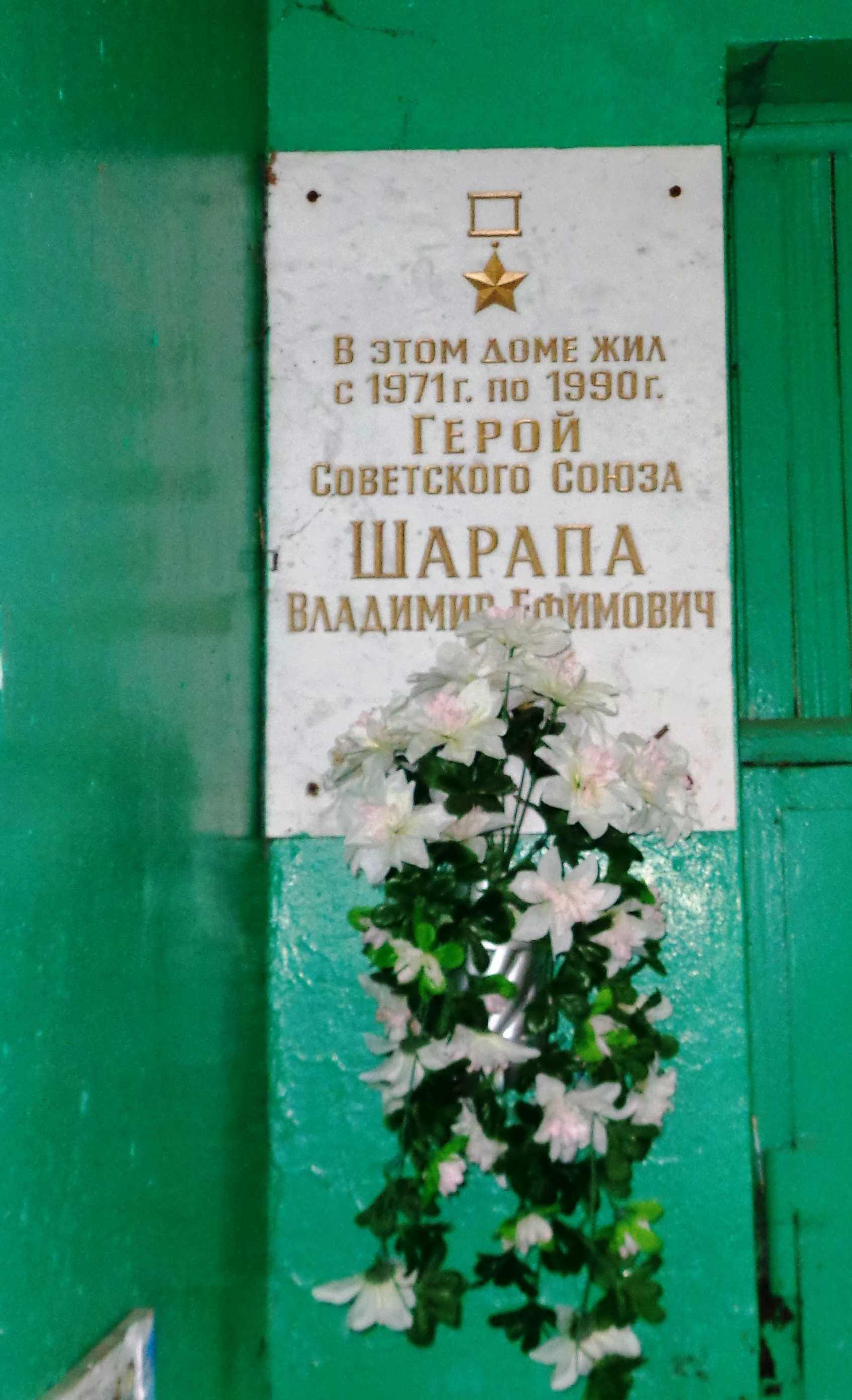
Мемориальная доска на доме в поселке Монино Московской области, где проживал Герой Советского Союза В. Е. Шарапа

Награждён двумя орденами Ленина, тремя орденами Красного Знамени, орденами Отечественной войны 1-й степени, Красной Звезды, медалью «За боевые заслуги», другими медалями.

## Память
- В посёлке Монино Московской области на доме 5 по улице Маслова, где проживал Герой Советского Союза, установлена мемориальная доска.